# Rito Escocês Retificado
Regime Escocês Retificado, Rito Escocês Retificado (RER), ou Rito de Willermoz é um rito e um regime maçônico tradicional e cavalheiresco templário cristão, estruturado pelo Venerável Mestre de Lyon Jean Baptiste de Willermoz (Lyon,1730-1824), estabelecido em 1782 no Convento de Wilhelmsbad e, adotado oficialmente pela Maçonaria Brasileira.
O objetivo principal deste rito é o retorno às origens templárias do escocismo e o ensinamento iniciático teórico pedagógico,  fundamentado na doutrina cristã tradicional (Yeshua), conforme a Cabala Cristã da Idade Média, e o Rito de Perfeição de Heredom, o qual incentiva a reintegração da alma humana, imagem de Deus, ao sentido original, a reencontrar essa semelhança original com o Criador.
É considerado um rito de conteúdo esotérico e filosófico, ligado à "tradição templária" em termos de Herança Espiritual e semelhante ao gnosticismo judaico, cristão e helenístico, ou seja, uma classe mais operativa da maçonaria, divergindo em termos do atualmente praticado nas lojas, que apenas se fixa no simbolismo. Está ligado ao amor e tolerância dos escritos do Novo Testamento sem detrimento da justiça dos escritos do Antigo Testamento e herança espiritual da "Ordem do Templo", próximo da Gnose Cristã. Semelhante a outros ramos maçônicos especulativos, mantém uma grande parte do tronco inicial, essencialmente dentro das Lojas Azuis ou dos três primeiros graus.
O termo retificado do RER não significa que este tenha corrigido o Rito Escocês Antigo e Aceito (REAA), mas tem origem na Estrita Observância Templária e nas Lojas Escocesas que foram retificadas em Dresden na Alemanha. Alguns historiadores afirmam que em 1742 foi fundada em Paris uma Loja que praticava o R.E.R., e tinha raízes na Estrita Observância.
O termo Regime tem a ver com a organização estrutural do sistema e a do Rito com a prática ritual propriamente dita. As duas expressões: Regime Escocês Retificado e Rito Escocês Retificado não possuem o mesmo significado, embora tenham a mesma sigla: R.E.R. A noção de regime nos remete à época em que não havia a separação dos três primeiros graus geridos por uma Potência Simbólica.

## Ramo do Escocismo
O Escocismo ou Escocesismo é uma forma de Maçonaria antiga, que entrou na França antes da criação da Grande Loja da Inglaterra, que foi adaptado por uma série de ritos franceses a partir do ano 1649, conciliando princípios de várias doutrinas, querem filosóficas, morais, bíblico-judaicas, herméticas, rosacrucianas, templárias, políticas, religiosas e sociais, além dos modismos das épocas dos cavalheiros e das monarquias, tudo isto acontecendo num período transformador de costumes.
Em 1725 foi criado o Grau de Mestre, e acrescentado oficialmente em 1738 aos dois primeiros Graus e incorporado definitivamente à Ordem.
Em Loja Simbólica os obreiros, além de avental e luvas, usam, todos, uma espada e um chapéu triangular embora só a partir do grau de mestre se possam cobrir.

## História
Temos como datas marcantes no RER a Convenção de Unwürde (1754), a Convenção de Altenberg (1764), de Kohlo ( 1772) Convenção de Brunswick (1775), a Convenção de Lyon (1778) também chamada Convent des Gaules que definiu sua forma atual e, finalmente, a Convenção de Wilhemsbad (1782) que confirmou o Convento de Lyon.
O Regime Retificado é um rito literalmente cristão, surgido na segunda metade do século XVIII na França, com um ressurgimento aparente no século XIX e, também em 1960. É provavelmente o rito mais próximo da Maçonaria Operativa Medieval, ou seja, da Maçonaria anterior a junho de 1717. É um rito ecuménico, embora ainda considerado restritivo em relação a outras religiões. Admite como visitantes nas suas Oficinas praticantes de outros ritos (Cristãos, Judeus, Muçulmanos), embora somente os cristãos podem fazer parte como obreiros, pois todos os trabalhos e juramentos estão presentes no Evangelho segundo São João (incluindo nas Lojas de Santo André) pregando o amor e a tolerância do Novo Testamento sem perder a Justiça do Antigo Testamento.
Diante de uma disparidade de Ritos e Sistemas maçónicos existentes e à preponderância que a Estrita Observância Templária (STO) alemã começava a ter no mundo maçónico, fascinado e posteriormente intrigado com o sistema maçónico dos "Eleitos Cohen" de Martinez de Pasqually, Willermoz parte para a criação de um Rito com as tendências:
1) A Maçonaria existente em França na sua vertente mais significativa (Escocismo);
2) As doutrinas cabalísticas dos Elus Cohens do Sistema de Martinez de Pasqually;
3) O Sistema da Estrita Observância Templária do Barão Von Hundt também apelidada de Maçonaria Retificada (Reforma de Dresde), sistema alemão em que a vertente cavalheiresca se sobrepunha à maçônica já que se reclamava de não só herdeira mas restauradora da Ordem do Templo extinta em 1312.
Willermoz retira as pretensões Templárias da Estrita Observância Templária (STO), no sentido de restauração político material e temporal da Ordem do Templo, dedicando-se apenas na herança espiritual. Acalma assim as Monarquias existentes e a Igreja de Roma. Mantém o conteúdo esotérico do sistema de Pasqually mas avança para um ecumenismo não impregnado da teosofia martinezista, onde por um lado trabalhando com as teses de Martinez de Pasqually sobre a origem primeira do Homem, a sua condição atual e destino final no Universo, mas sem entrar em choque com a mensagem inicial da Tradição Cristã divulgada com os primeiros Padres da Igreja. Willermoz introduziu na Maçonaria a adaptação dos ensinamentos secretos recebidos de Pasqually e o aperfeiçoamento do sistema maçônico, com base na doutrina e no sistema oriundo da Ordem dos Ellus Cohen. Em dado momento Willermoz teve a ajuda de Saint-Martin, que em setembro de 1772 foi seu hóspede em Lyon.
Este não divorcia completamente da prática maçônica francesa, ou seja do Escocismo, e dos vários graus sintetizados em 1787. Resultado dos vários Conventos que se sucedem, o R.E.R. acaba por ser finalmente estabelecido em 1782, em Wilhelmsbad, embora Willermoz continuou trabalhando nos diversos rituais até 1802.
Durante o século XIX na Alemanha e Países Escandinavos desenvolviam-se sistemas semelhantes que conduziram basicamente ao Rito Sueco e ao Rito de Zinnendorf. Em 1913, Eduardo de Ribancourt e outros Graus 33 pretendem restaurar o Rito no seio do Grande Oriente de França. Face à posição por este então assumida dirigem-se a Genève onde são armados o grau C.B.C.S. e recebem a Carta Patente que lhes permite na volta erguer colunas da Loja Nº 1, "Le Centre des Amis" que está na origem da fundação da Grande Loja Nacional Independente para a França e Colônias, mais tarde Grande Loja Nacional Francesa, única potência maçônica reconhecida pela Inglaterra em França.
Mais tarde, constitui-se o Grande Priorado das Gálias para administrar todo o Regime. Em 1958 este assina um protocolo com a G.L.N.F. passando esta a ser a autoridade administrativa suprema sobre os graus azuis. Em Portugal o Regime também fez parte da origem da "Grande Loja Regular de Portugal" (Graus azuis) tendo as Lojas de Santo André e a Ordem Interior sido introduzidas pelo "Grande Priorado Independente da Helvécia", com a criação do Grande Priorado da Lusitânia.
Muitos influíram na criação do RER, como Von Hundt, Charles de Hesse, Ferdinand de Brunswick, Jean de Turkheim, Saint-Martin, Mesmer, Martines de Pasqually. Mas foi sem dúvida Jean Baptiste Willermoz quem conduziu tudo até o final. Ainda que tenha suas raízes fincadas em data anterior a 1767, ou mais exatamente em 1756 consoante alguns historiadores, o RER foi gestado nesta data, consolidou-se em 1778 no Convento de Lyon, e foi reafirmado no Convento de Wilhemsbad em 1782, permanecendo puro até o presente momento fora do maniqueísmo imposto pelas auto promulgadas grandes potencias, embora Willermoz continuasse a trabalhar nos diversos rituais até 1802.

## Graus
O Rito Escocês Retificado (Maçonaria retificada moderna), é composta por 4 graus simbólicos, sendo o último separado dos demais. São eles:
- Maçonaria Azul (ou de São João ou Ordem Externa):
  - Aprendiz Franco-Maçom;
  - Companheiro Franco-Maçom;
  - Mestre Franco-Maçom;
- Maçonaria Verde (ou de Santo André ou Ordem Intermediária):
  - Mestre Escocês de Santo André
- Maçonaria Branca (ou Ordem Interior):
  - Escudeiro Noviço;
  - Cavaleiro Benfeitor da Cidade Santa

Enquanto em geral o RER tem 3 graus simbólicos e 3 graus filosóficos, outros Ritos têm um número muito maior de graus filosóficos, além dos três simbólicos, mas isso não significa menor volume de conhecimento ou menor instrução ou evolução a ser recebida ou percorrida através dos diferentes graus, valendo a observação de que vemos algumas semelhanças e ensinamentos de altos graus de outros Ritos ou Ordens, permeados nos ensinamentos Retificados.
O Regime divide-se entre quatro Graus da Maçonaria Simbólica e, uma Ordem Interior de Cavalaria Espiritual Cristã e Maçónica. Os graus simbólicos eram originalmente governados por um Diretório Escocês Nacional, cuja autoridade máxima era o Deputado Mestre Nacional (equivalente ao atual Grão Mestre), dependente estruturalmente do Grande Priorado da Ordem dos Cavaleiros Benfeitores da Cidade Santa (CBCS).

Existiam ainda mais dois Graus: o Professo e o Grande Professo, equivalentes a uma Classe Sacerdotal que desapareceram oficialmente. Atualmente, em termos de Maçonaria Regular, os Grandes Priorados entregaram o governo administrativo das Lojas azuis às respectivas Grandes Lojas ou Grandes Orientes, conservando a tutela ritual e simbólica através de Tratados de mútuo reconhecimento. Reservam para si a tutela das Lojas de Santo André e a Ordem Interior. 